# Tinocor de Bodaert
El tinocor de Bodaert (Attagis malouinus) és una espècie d'ocell de la família dels tinocòrids (Thinocoridae) que habita praderies del sud de Xile i de l'Argentina, cap al sud fins Terra del Foc, Cap d'Hornos i l'Illa de Los Estados.